# Gonodactylopsis komodoensis
Gonodactylopsis komodoensis is een bidsprinkhaankreeftensoort uit de familie van de Gonodactylidae. De wetenschappelijke naam van de soort is voor het eerst geldig gepubliceerd in 1998 door Erdman & Manning.